# 計量スプーン

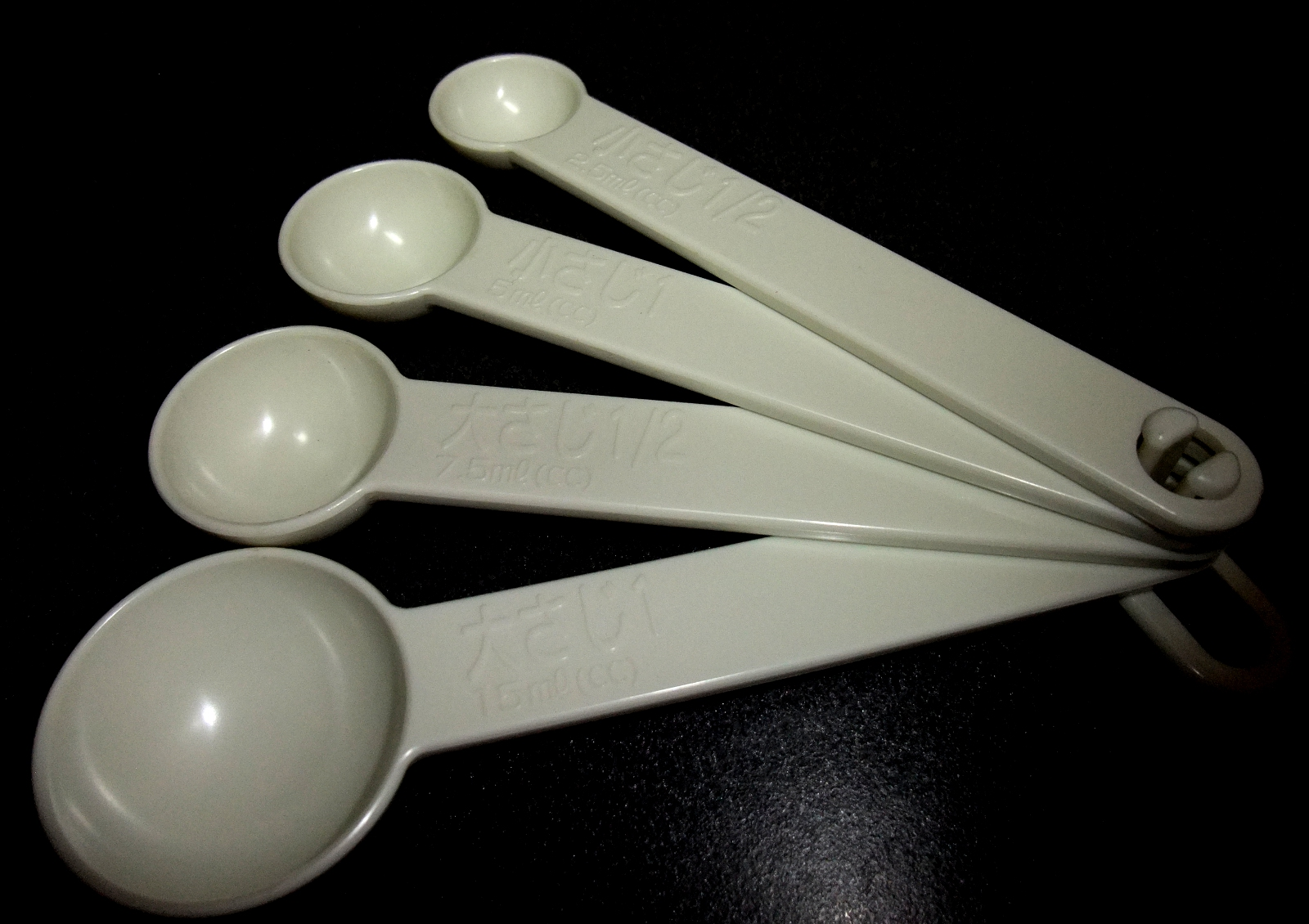
プラスチックの計量スプーン

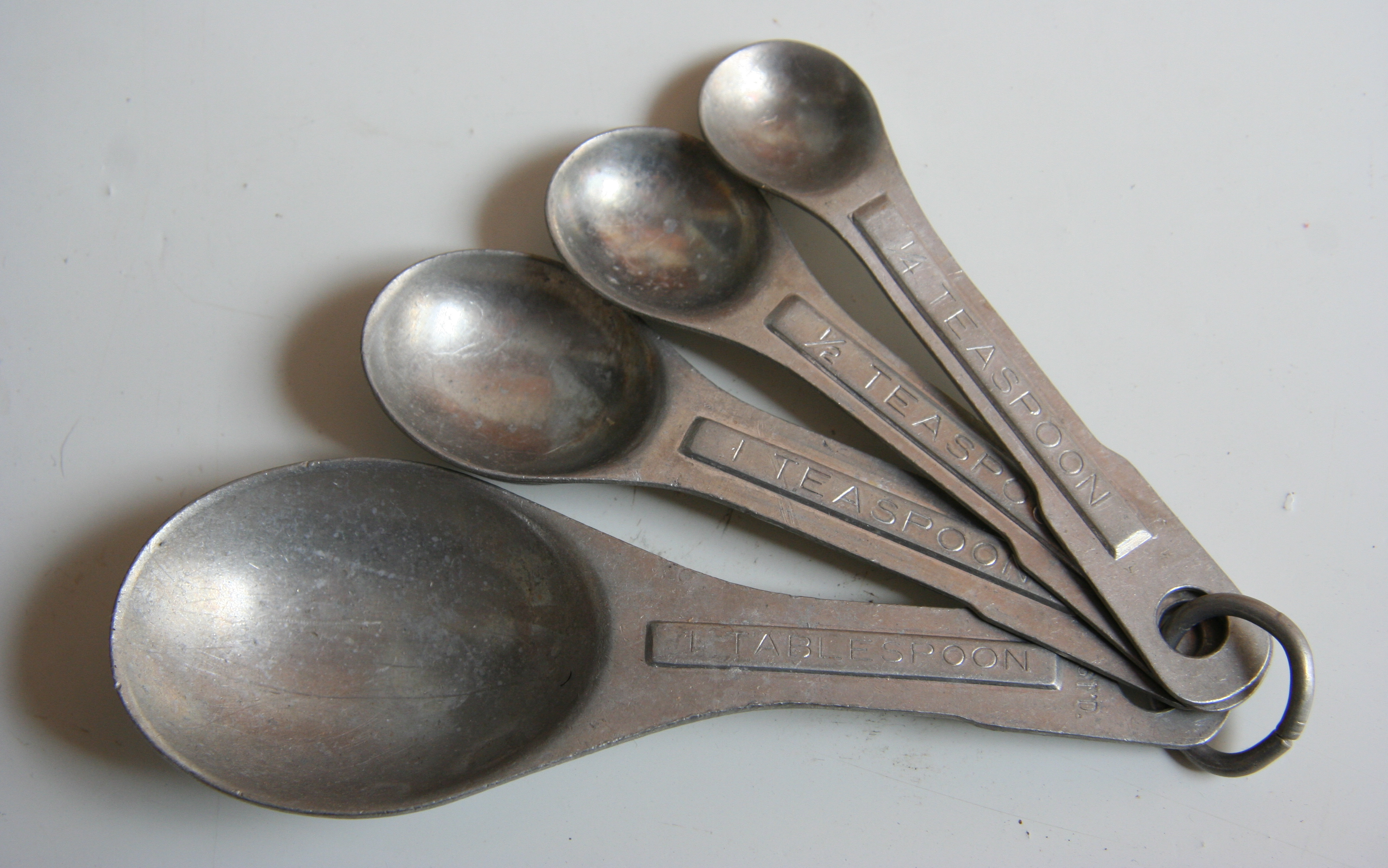
金属製の計量スプーン

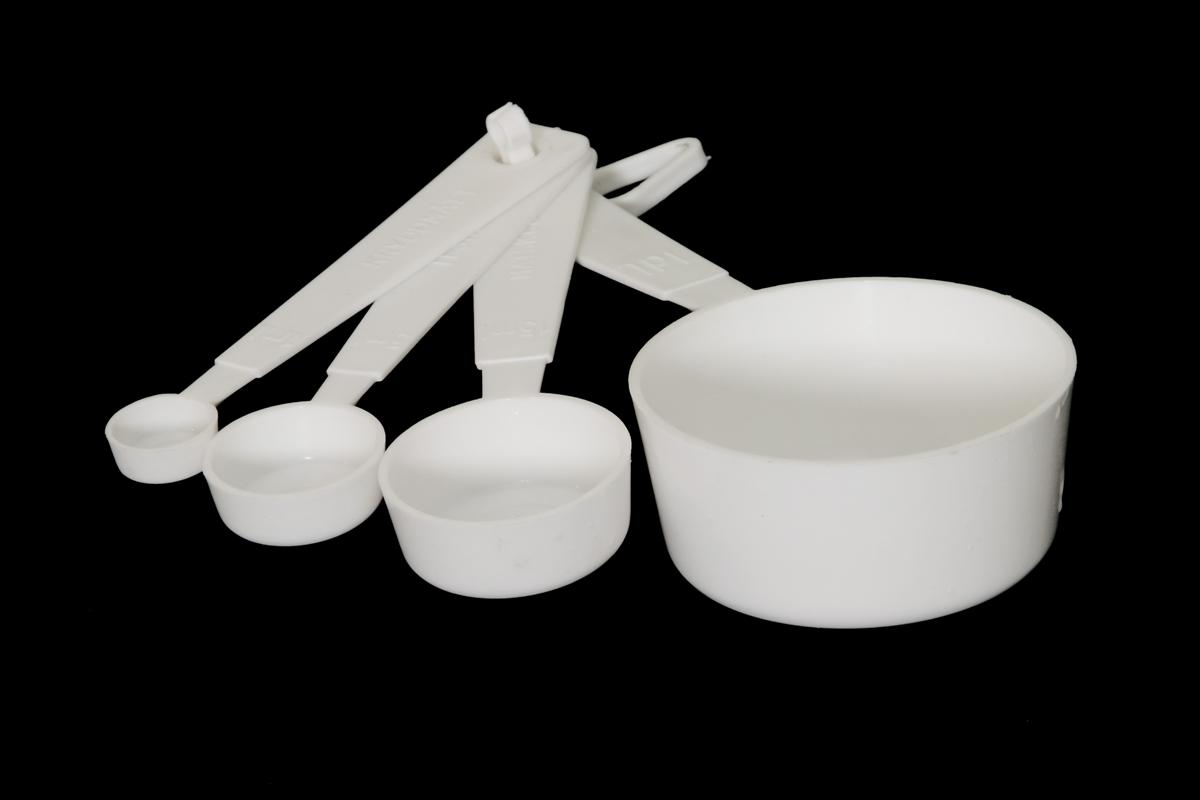
プラスチックのコーヒースプーン

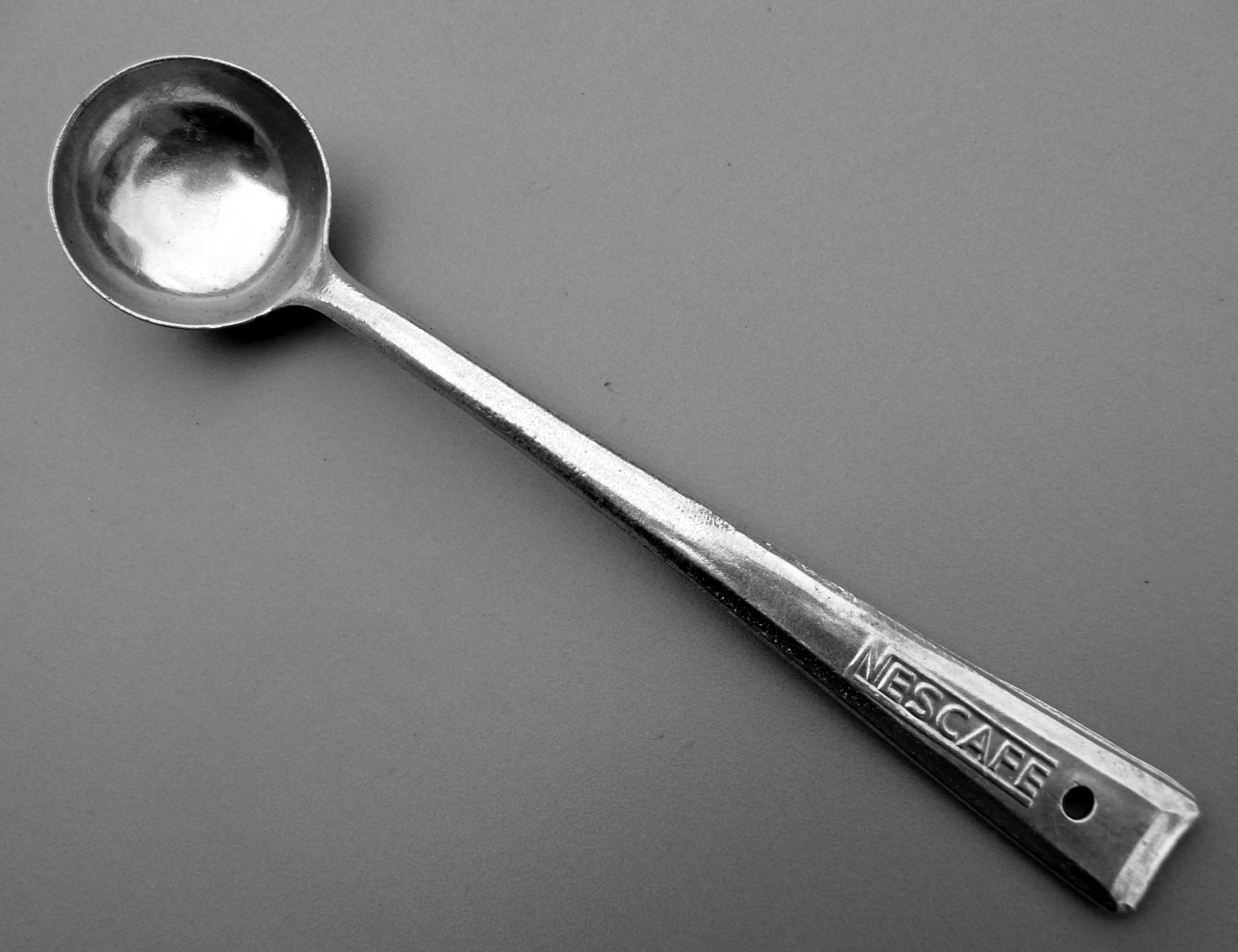
金属製のコーヒースプーン

計量スプーン（けいりょうスプーン）は、調理の際に少量の食品（主として調味料）の計量に用いる、容量が決められたスプーンのことである。メジャースプーンともいい、材質は一般にプラスチックか金属である。
日本においては香川綾によって考案された。すり切りで大さじが15ミリリットル、小さじが5ミリリットル、茶さじが2.5ミリリットルと標準化されている。料理のレシピでは、「大さじ2（杯）」「小さじ2分の1」のように体積の単位として用いられている。
「計量スプーン」と言った場合は計量のために用いるスプーンのことであるが、元々は大さじはテーブルスプーン（Tablespoon、 tbsp.と略記）、小さじはティースプーン（Teaspoon、tsp.と略記）に由来するものである。この場合、すり切りにするのではなく、スプーンに山盛り (spoonful) にして容量を量る。容量は、国によって異なる。ティースプーンより小さいスプーンをコーヒースプーン（Coffeespoon）という。
日本
- 大さじ：15 mL
- 小さじ：5 mL
- 茶さじ：2.5 mL

アメリカ合衆国
- テーブルスプーン（大さじ）：1/2 米液量オンス(約14.8 mL)
- ティースプーン（小さじ）：1/6 米液量オンス(約4.93 mL)

イギリス（古い定義）
- テーブルスプーン（大さじ）：1/2 - 5/8 英液量オンス(14.2 - 17.8 mL)
- ティースプーン（小さじ）：1/8 英液量オンス(約3.55 mL)

カナダ、ニュージーランド、イギリス（現在の定義）
- テーブルスプーン（大さじ）：15 mL